# Plastpappan
Plastpappan är en svartvit kortfilm från 2000. Den är löst baserad på Margareta Garpes pjäs Till Julia.

## Handling
Efter för många år ringer Glorias ex på dörren. Han är full, ett hett drama utspelar sig en sommareftermiddag.

## Om filmen
Filmen är inspelad i Stockholm och hade världspremiär vid Göteborgs filmfestival den 1 februari 2000.

## Rollista
- Valerio Amico – Charlie
- Sissela Kyle – Gloria
- Rakel Wärmländer – Julia

## Festivalpriser
Brons i internationella filmdagarna i Duisburg 2001, i konkurrens med över 250 filmer från 27 länder. 
Silvermedalj i internationella kortfilmstävlingen UNICA år 2001, där 33 länder deltog med en timme icke-kommersiell kortfilm från varje land.
Guldmedalj i Nordisk Smalfilm och Video för Engström samt pris för bästa skådespelerska (Rakel Wärmländer) Svensk Smalfilm & Video år 2000.